# Eugen Mirea
Eugen Mirea (n. 7 iulie 1908, Craiova, România – d. 22 august 1973, București, România) a fost un dramaturg, libretist, textier și om de teatru evreu din România.
Pe muzica lui Ion Vasilescu și Henry Mălineanu a scris versurile nenumărator melodii rămase în patrimoniul de aur al muzicii ușoare românești, cu titluri rezonând în viața de toate zilele peste ani: "Mi te-ai lipit de suflet ca marca de scrisoare", "Astăzi e ziua ta", "Țărăncuță, țărăncuță", "Spune-mi unde, când și cum", "Hai să-ți arat Bucureștiul noaptea", "Firicel de floare albastra", "Ți-am luat un mărțișor", "Ce bine ne-nțelegem noi doi", "Cum am ajuns să te iubesc", "Ce cauți tu în viața mea ?!", etc.

## Comedii muzicale
Semnează în colaborare cu Henry Mălineanu comediile muzicale : "Au fost odată... două orfeline" (1965, în regia Sandei Manu), "Bună seara, domnule Wilde !" (1971, în regia lui Alexandru Bocăneț), "Lady X" (1974, în regia lui George Rafael), la Teatrul Nottara
În adaptarea sa proprie în limba franceză  "cele două orfeline" au fost prezentate la "Théatre des variétés" din Paris în regia lui Jacques Fabbri sub titlul "Il était... deux orphelines".

## Scurtă listă de piese
| Titlul piesei                                      | Compozitor      | Interpret                                                |
| Dumneata, madame                                   | Ion Vasilescu   | Gică Petrescu                                            |
| Așa-mi bate inima: tic, tic,tic !                  | Ion Vasilescu   |                                                          |
| Habar n-ai tu                                      | Ion Vasilescu   | Mia Braia, Maria Tănase                                  |
| Cu lăutarii dupa mine                              | Ion Vasilescu   | Dorel livianu, Gică Petrescu                             |
| Ți-am luat un mărțișor                             | Ion Vasilescu   |                                                          |
| In micul orășel, uitat de lume                     | Ion Vasilescu   | Dorel Livianu, Ioana Radu                                |
| Ramâi cu bine,dragostea mea                        | Ion Vasilescu   | Dorina Drăghici                                          |
| Dă-i cu șprițul pân' la ziuă                       | Ion Vasilescu   | Dorel Livianu, Gică Petrescu                             |
| Hai să-ți arăt Bucureștiul noaptea                 | Ion Vasilescu   | Constantin Drăghici, Gigi Marga și Nicolae Nițescu       |
| În noaptea asta toată lumea e a mea                | Ion Vasilescu   | Elena Zamora, Gică Petrescu, Ileana Sărăroiu, Gigi Marga |
| Mi te-ai lipit de suflet                           | Ion Vasilescu   | Dorel Livianu, Gică Petrescu                             |
| Astăzi e ziua ta                                   | Ion Vasilescu   | Dorel Livianu, Gică Petrescu                             |
| Spune-mi unde, când și cum                         | Ion Vasilescu   |                                                          |
| Bun rămas, prieteni dragi                          | Ion Vasilescu   | Gică Petrescu                                            |
| Țărăncuță, țărăncuță                               | Ion Vasilescu   | Mia Braia, Dan Spătaru, Doina Badea, Jean Moscopol       |
| Cel mai frumos tango din lume                      | Ion Vasilescu   | Gică Petrescu                                            |
| Firicel de floare albastră                         | Ion Vasilescu   |                                                          |
| Marinică                                           | Henry Mălineanu | quartet feminin (Dorina Drăghici), Maria Lătărețu        |
| Adevărata mea dragoste                             | Henry Mălineanu | Gică Petrescu                                            |
| Am greșit !...                                     | Henry Mălineanu | Fedy Arie, Ileana Sărăroiu                               |
| Că inima-i tot inimă !                             | Henry Mălineanu | Marilena Bodescu                                         |
| Ce bine ne-nțelegem noi doi !                      | Henry Mălineanu | Gică Petrescu                                            |
| Ce să fac dacă-mi placi ?!                         | Henry Mălineanu | Cornelia Teodosiu                                        |
| Ce-a fost între noi doi                            | Henry Mălineanu | Marcela Rusu                                             |
| Cum am ajuns să te iubesc ?!                       | Henry Mălineanu | Ștefan Bănică                                            |
| Dacă n-oi trăi acum !...                           | Henry Mălineanu | Dan Spătaru                                              |
| Dragi mi-s cântecele mele !                        | Henry Mălineanu | Maria Tanase                                             |
| Drăguț din partea ta                               | Henry Mălineanu | Marcela Rusu                                             |
| Fericirea mea e-n mâinile tale                     | Henry Mălineanu | Cornelia Teodosiu                                        |
| Mon amour, mon amour                               | Henry Mălineanu | Marcela Rusu                                             |
| Paris de mes amours                                | Henry Mălineanu | Gică Petrescu                                            |
| Parisul                                            | Henry Mălineanu | Dorin Anastasiu                                          |
| Pe cine-aș fi iubit ?!... (dacă n-ai fi fost tu ?) | Henry Mălineanu | Gică Petrescu - Silly Popescu                            |
| Primul nostru tango                                | Henry Mălineanu | Elisabeta Hentia - Puiu Serbu                            |
| Vorbește-mi despre tine                            | Henry Mălineanu | Marcela Rusu                                             |
| Că doar n-o să trăiesc cât lumea !                 | Henry Mălineanu | quartet feminin / Gică Petrescu                          |
| Ce cauți tu în viața mea ?                         | Henry Mălineanu | Gică Petrescu                                            |
| Din zi în zi                                       | Henry Mălineanu |                                                          |
| Garofița                                           | Henry Mălineanu | Gică Petrescu                                            |
| Valsul nostru                                      | Henry Mălineanu | Gică Petrescu                                            |